# Le Tilleul, Seine-Maritime

Le Tilleul este o comună în departamentul Seine-Maritime, Franța. În 1 ianuarie 2022 avea o populație de 666 de locuitori.